# Człowiek w żelaznej masce (film 1977)
Człowiek w żelaznej masce – amerykańsko-brytyjski film przygodowy z 1977 roku na podstawie powieści Aleksandra Dumasa Wicehrabia de Bragelonne.

## Główne role
- Richard Chamberlain - Ludwik XIV/Philippe
- Patrick McGoohan - Fouquet
- Louis Jourdan - D'Artagnan
- Jenny Agutter - Louise de la Vallière
- Ian Holm - Duval
- Ralph Richardson - Colbert de Voliere
- Vivien Merchant - Królowa Maria Teresa
- Brenda Bruce - Anna Austriaczka
- Esmond Knight - Armand
- Godfrey Quigley - Baisemeaux
- Emrys James - Percerin
- Denis Lawson - Claude
- Ann Zelda - Henriette
- Hugh Fraser - Montfleury

## Fabuła
Ludwik XIV każe okuć swego brata bliźniaka Philippe'a w żelazną maskę, by uwięziony żył z dala od publiki, by ludzie się nie dowiedzieli o nim, by nie próbowano mianować go królem. Trzej muszkieterowie wraz z D'Artagnanem spróbują niesłusznie uwięzionego Philippe'a uwolnić.